# Marina del Sovrano Militare Ordine di Malta

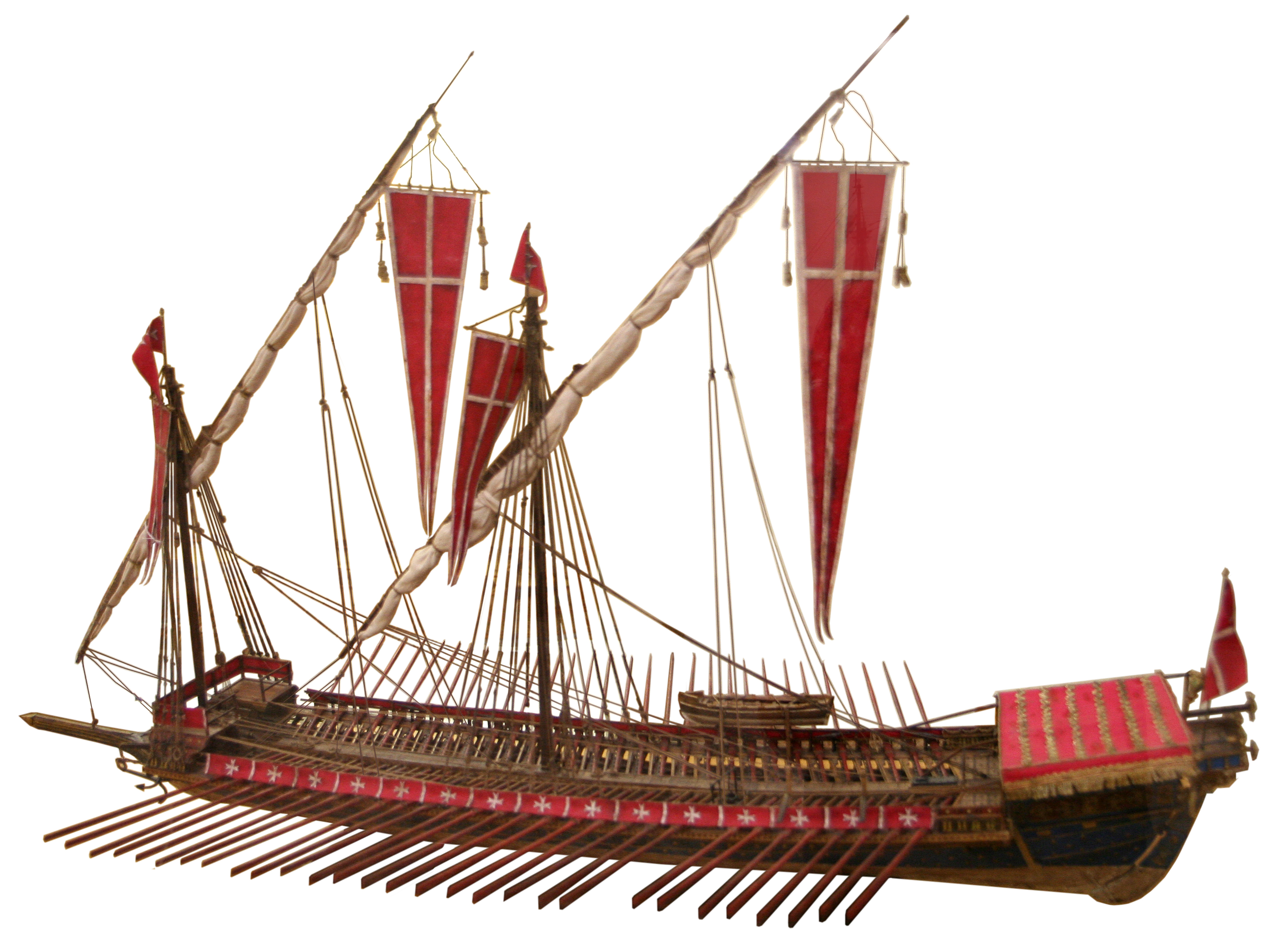
Modello di una galea sottile dei Cavalieri di Malta.

La Marina dell'Ordine di San Giovanni di Gerusalemme o marina del Sovrano Militare Ordine di Malta, nota anche come Marina maltese dopo il 1530 (da non confondere con l'attuale marina militare della Repubblica di Malta) e come marina ospitaliera o marina gerosimitana  fu la prima marina militare di un ordine cavalleresco mai istituita al mondo, annessa al'Ordine di Malta. Essa venne fondata nel medioevo, attorno al XII secolo. La marina raggiunse il suo picco di massimo splendore negli anni '80 del Seicento, sotto il regno del gran maestro Gregorio Carafa. Venne sciolta a seguito dell'invasione francese di Malta nel 1798, e le sue navi vennero catturate ed incluse nella marina francese.

## Storia

### Il medioevo
I cavalieri ospitalieri vennero fondati attorno al 1048 come frati, su mandato di mercanti amalfitani, per prendersi cura dei pellegrini in Terrasanta . Di qui la croce ottagonale che era appunto la croce di Amalfi e che questi portavano sulla veste nera che ancora oggi è la veste da chiesa dell'ordine dei Cavalieri ospedalieri di San Giovanni di Gerusalemme. Nel 1099 vengono incontrati dai crociati di Goffredo di Buglione che aiutano durante la conquista della città. I frati, che originariamente dipendono dal patriarca di Gerusalemme, nel 1113 vengono posti dal papa Pasquale II sotto la sua direzione come milizia assistenziale ma anche armata come cavalleria pesante,  con bolla papale, per necessità, difesa dei pellegrini, e sull'esempio dei cavalieri Templari che erano nati pochi anni prima ma direttamente come monaci guerrieri. Dalla metà del Duecento, l'Ordine iniziò ad acquisire le prime navi da trasporto a proprio uso e poco dopo iniziò a costruirne di proprie nel porto di Acri. Negli anni '80 del XIII secolo, l'Ordine inviò alcune navi di supporto nella Crociata aragonese.
Dopo la perdita di Acri nel 1291, gli ospitalieri si spostarono a Cipro. Papa Niccolò IV incoraggiò gli ospitalieri e altri ordini militari come i Templari a costruire proprie flotte di modo da rafforzare un tentativo di embargo commerciale all'Egitto. Nel dicembre del 1291, il papa chiese che metà delle entrate dell'Ordine in Europa fossero utilizzate per la costruzione di una potente flotta e nel gennaio del 1292 il papa stesso autorizzò l'Ordine a utilizzare le nuove galee costruite per difendere il Regno armeno di Cilicia.
I primi riferimenti ad un ammiraglio della flotta degli ospitalieri risalgono a prima del 1299. Dal 1306, l'Ordine iniziò a prosperare sempre più con la propria marina in piena attività.

### Rodi
L'Ordine conquistò l'isola di Rodi all'Impero bizantino nel 1309, e successivamente vi pose la propria base. Dal momento che la sede dell'Ordine si trovava ora su un'isola, la sua marina divenne una componente essenziale per la difesa dell'area.
Gli ospitalieri combatterono diverse battaglie navali nel Mar Egeo in questo periodo, come ad esempio la Battaglia di Chio del 1319, oltre a supportare diverse operazioni delle altre marine crociate come quella in Eubea del 1344.
L'Ordine perse Rodi a favore dell'Impero ottomano dopo sei mesi di assedio nel 1522.

### Malta

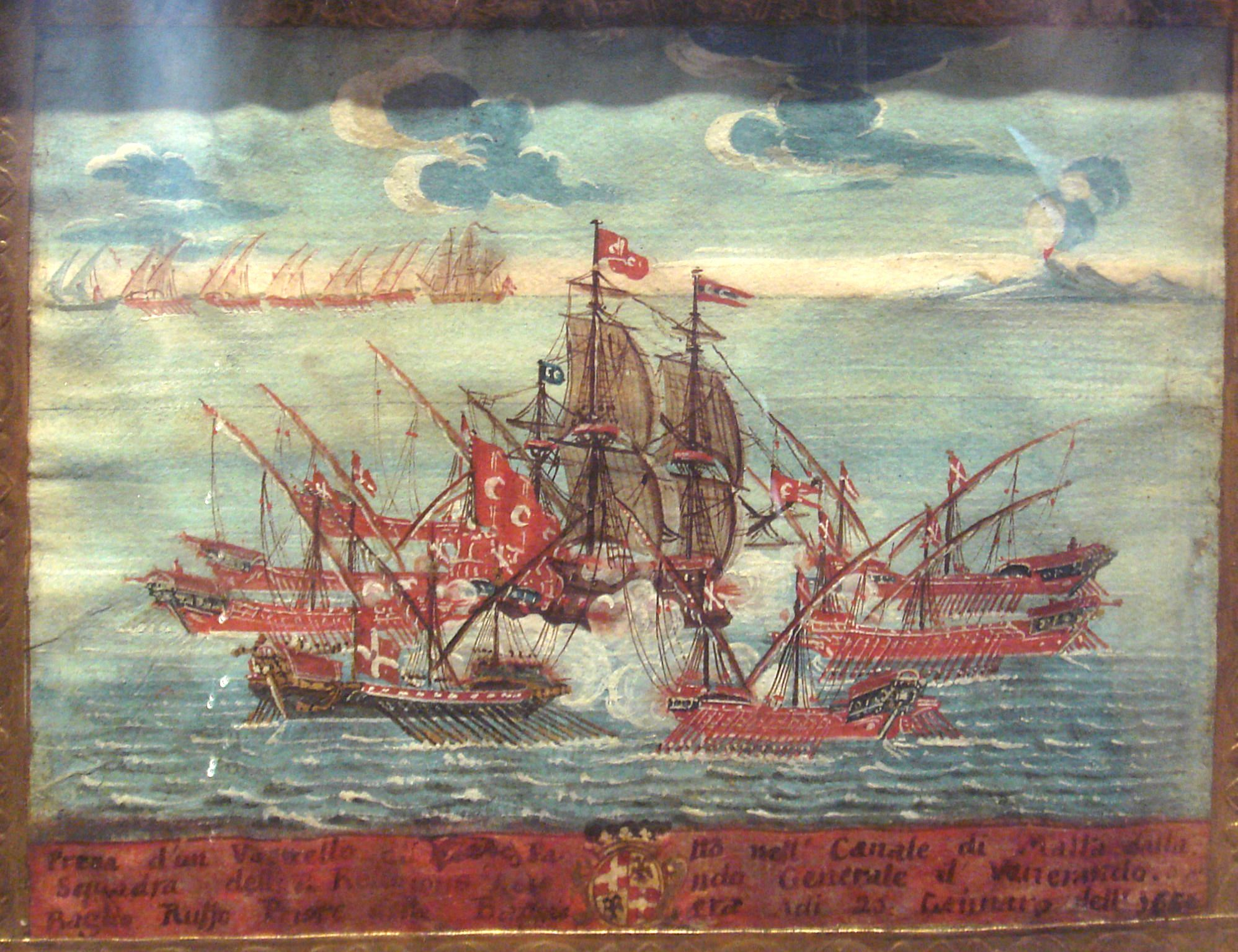
Dipinto raffigurante la cattura di un vascello ottomano da parte di alcune galee maltesi nel Canale di Malta, anno 1652.

In un paio d'anni, nei quali l'Ordine si spostò di luogo in luogo alla ricerca di una propria sede stabile, Carlo V del Sacro Romano Impero offrì in feudo all'Ordine il possesso delle isole di Malta e Gozo, facenti parte del regno di Sicilia, e il porto di Tripoli. I cavalieri giunsero a Malta il 26 ottobre 1530 a bordo di diverse navi, tra cui la San Giovanni, la Santa Croce, la San Filippo e l'ammiraglia della flotta, la Sant'Anna.
Di base a Malta, l'Ordine e la sua marina contrastarono le incursioni nel Mediterraneo dei pirati barbareschi e parteciparono a diverse battaglie contro la marina ottomana. L'Ordine inviò anche una caracca e quattro galee in supporto all'Impero spagnolo ed ai suoi alleati nella conquista di Tunisi del 1535. Prese parte anche alla Battaglia di Prevesa (1538), alla spedizione di Algeri (1541) ed alla Battaglia di Djerba (1560), nella quale gli ottomani trionfarono sulle forze cristiane. Nel 1551 perserò però Tripoli, conquistata dall'ammiraglio ottomano Dragut.
Quattro delle galee dell'Ordine, la Santa Fè, la San Michele, la San Filippo e la San Claudio, affondarono a causa di un tornado nel porto della Valletta nel 1555. Queste vennero rimpiazzate con fondi provenienti dalla Spagna, dallo Stato Pontificio, dalla Francia e dal Priorato di Saint Giles. Una galea venne pagata a spese del gran maestro Claude de la Sengle.
Quando la città di La Valletta iniziò ad essere costruita negli anni '60 del Cinquecento, vi furono piani per costruire un arsenale ed un mandracchio per la marina dell'Ordine. L'arsenale, ad ogni modo, non venne mai realizzato, mentre iniziarono i lavori per il mandracchio, che poi si interruppero a metà andando a formare il sobborgo di Manderaggio. Un arsenale venne invece costruito a Birgu nel 1597. Il porto di La Valletta venne fortificato nel 1654, ma venne chiuso nel 1685.
Tre delle navi dell'Ordine presero parte alla Battaglia di Lepanto del 1571, che risultò una battaglia decisiva della Lega Santa. Il potere ottomano nel Mediterraneo iniziò a declinare dopo questa battaglia e l'Ordine per risposta iniziò un'attività corsara contro le navi musulmane che si portavano lungo le coste del Nord Africa e del Levante.

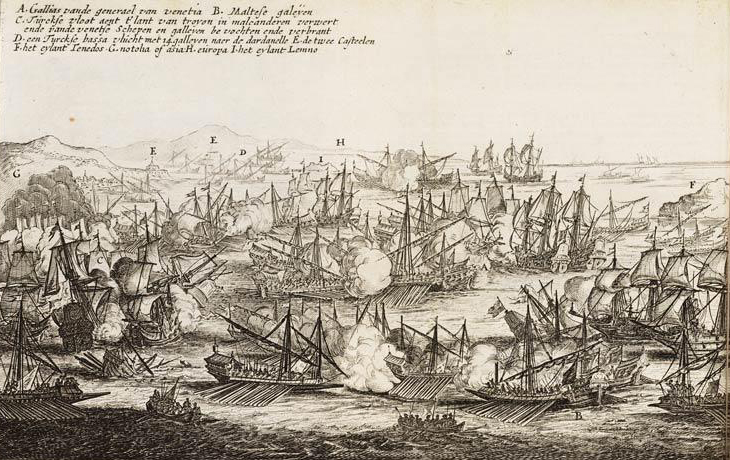
La Battaglia dei Dardanelli del 1656

Gli ospitalieri con la loro marina presero parte alle Guerre ottomano-veneziane del XVII e XVIII secolo. Uno degli scontri più accesi fu quello del 28 settembre 1644, che portò poi allo scoppio della Guerra cretese.
Nella Battaglia dei Dardanelli del 1656, una flotta veneto-ospitaliera sconfisse una più grande forza ottomana. Il comandante della flotta ospitaliera era Gregorio Carafa, successivamente nominato gran maestro dell'Ordine.

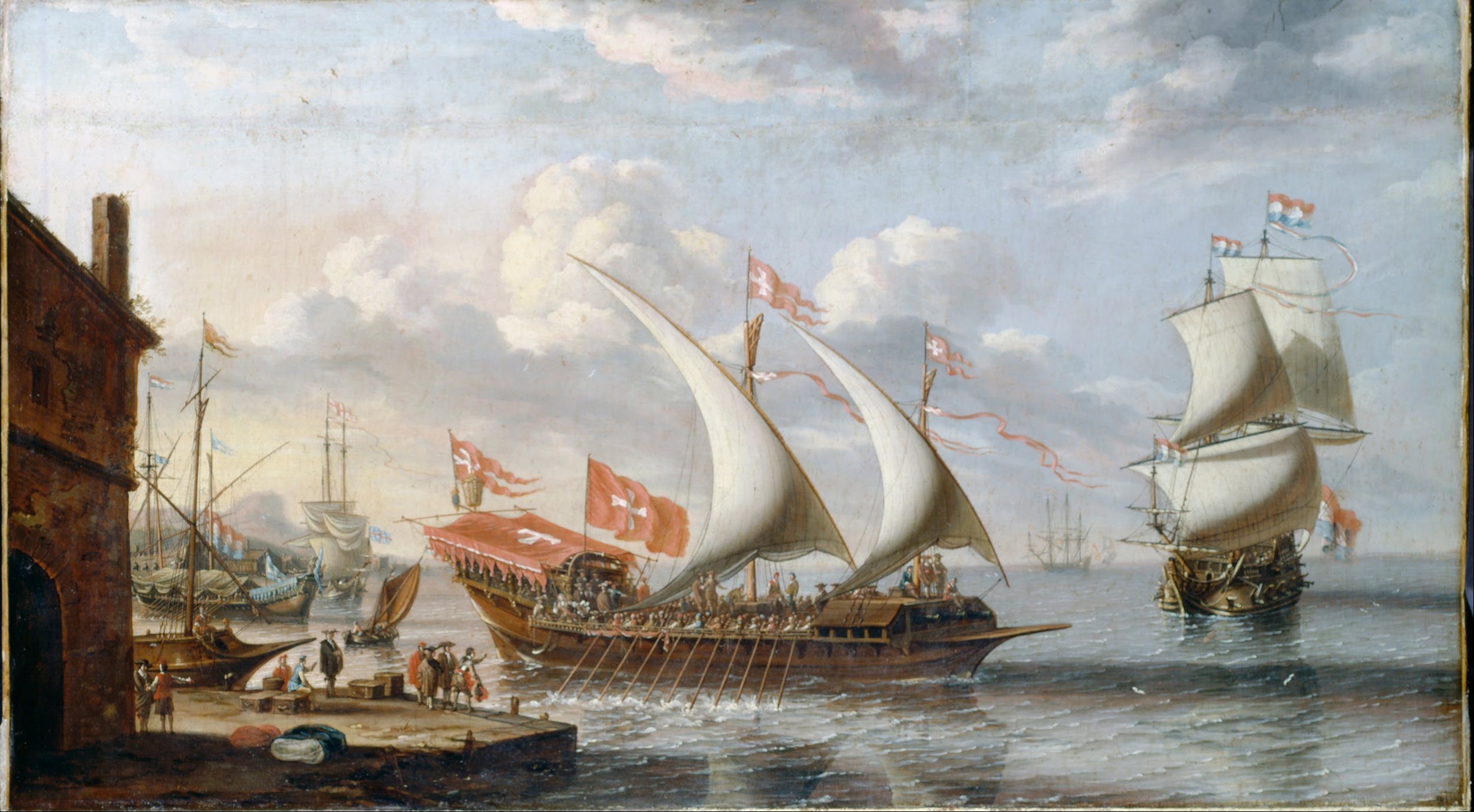
Galea dell'Ordine di Malta, 1680 circa, dipinto di Lorenzo Castro

La marina maltese raggiunse il picco massimo del proprio splendore negli anni '80 del Seicento, sotto il magistero di Gregorio Carafa. In quest'epoca il porto di Birgu venne espanso.
La marina dell'Ordine ed i suoi porti iniziarono ad entrare in crisi attorno al 1740, come parte del declino dell'Ordine stesso.

### Smantellamento
L'ultimo scontro bellico affrontato dalla marina maltese fu la invasione francese di Malta da parte di Napoleone nel 1798. Il 10 giugno, una galea, due galeotti ed una scialuppa salparono dal porto principale dell'Ordine per tentare una risposta all'attacco delle forze francesi che stavano sbarcando presso la baia di San Giuliano e quella di San Giorgio, ma il gran maestro decise che non si potevano prendere le armi contro altri cristiani.
A seguito della capitolazione dell'Ordine l'11 giugno 1798, tutte le navi della marina dell'ordine vennero prese in carico da quella francese. Le navi di linea San Zacharia e San Giovanni oltre alle fregate Santa Elisabetta, Santa Maria del Pilar passarono alla marina francese e vennero rinominate rispettivamente Dégo, Athénien, Carthaginoise e Le Bérouse.
Tutte le navi rimasero comunque a Malta durante il blocco navale inglese dell'isola, e si arresero alla Royal Navy nel 1800. Gli inglesi demolirono la Dégo e la Carthaginoise, mentre mantennero in servizio la Athénien rinominandola HMS Athenienne, che affondò al largo della Sicilia nel 1806. Per quanto riguarda la Le Bérouse era già stata smantellata dai francesi in quanto giudicata inservibile a causa delle malridotte condizioni.

## Navi

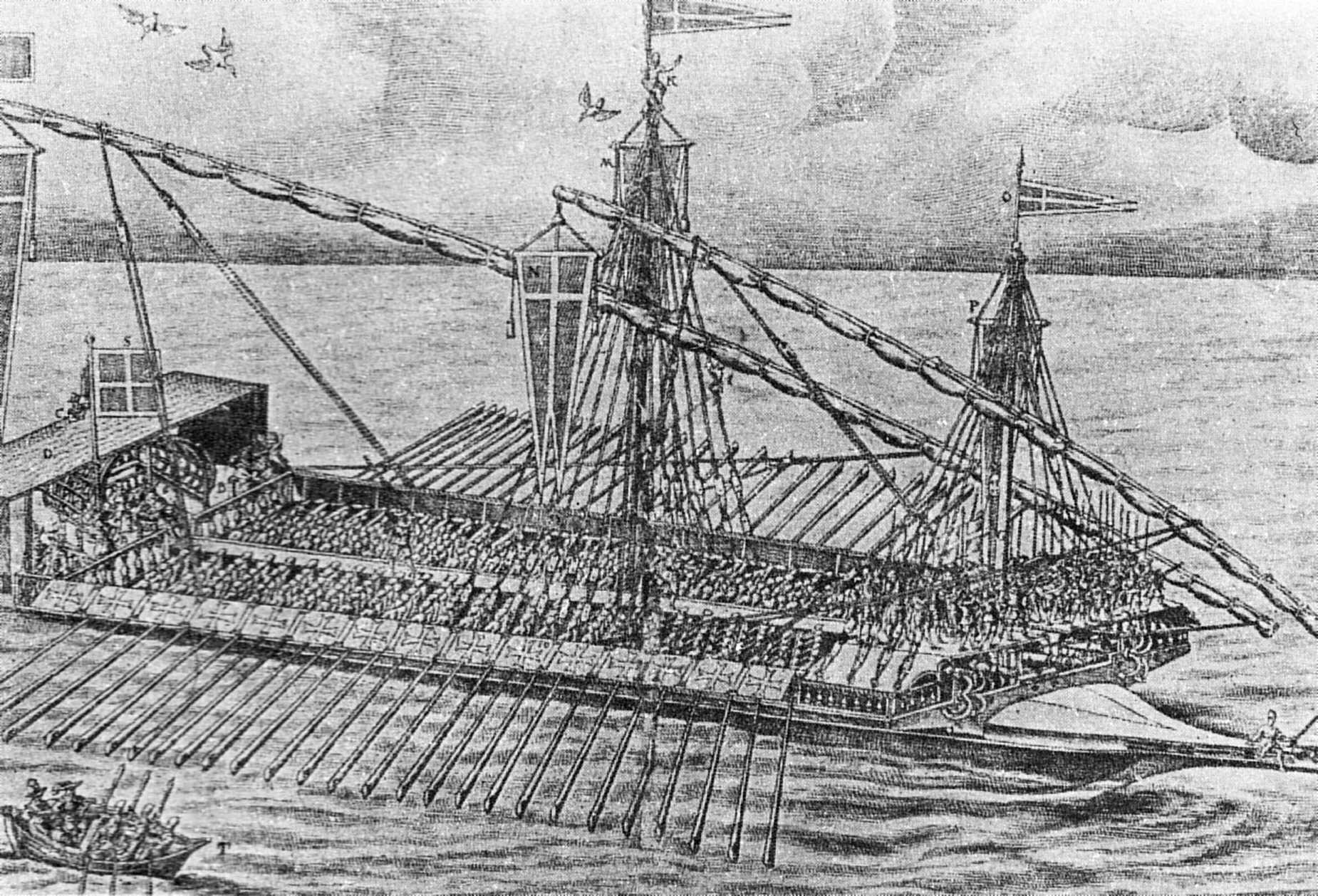
Galea maltese del XVII secolo

La marina dell'Ordine mantenne un gran numero di navi nel corso della sua storia. Sino al XVII secolo la marina maltese era composta prevalentemente da galee di grandezza variabile. Occasionalmente si ebbero anche galeoni, caracche, fregate e xebec.
Il Gran Maestro disponeva di una propria imbarcazione cerimoniale, utilizzata per occasioni particolari.
Nel corso del XVIII secolo, l'Ordine ebbe al proprio servizio anche diverse navi di linea.